# 소피아 대학교 (캘리포니아주)
소피아 대학교(Sofia University)는 캘리포니아 주 코스타메사와 팔로알토에 각각 캠퍼스를 두고 있는 사립 영리대학이다. 원래는 1975년 Robert Frager와 James Fadiman에 의해 캘리포니아 자아초월심리학 연구소(California Institute of Transpersonal Psychology)로 설립되었다.

## 역사

### 캘리포니아 자아초월심리학 연구소(CITP) (1975-1986) 시기
소피아 대학교는 1970년대에 설립된 여러 자아초월심리학 관련 기관 중 하나였던 캘리포니아 초월심리학 연구소(CITP)로 시작됐다. 창립자인 Robert Frager와 James Fadiman은 CITP를 통해 자아초월심리학적 관점에서의 인간 심리에 대한 접근과 더불어, 공동체적 맥락 안에서의 개인적, 치료적, 영적 수행 방법론을 제시하고자 했다.
1980년에 칼융파 정신분석가인 June Singer가 임상 훈련 프로그램의 책임자가 되었다. 1980년대 중반까지 Menlo Park에 캠퍼스를 두고 자아초월심리학 석사 및 박사 학위를 제공했다.

### 자아초월심리학 연구소(ITP) (1986-2012) 시기
CITP는 1986년 자아초월심리학 연구소(ITP)로 이름이 변경했다.
1989년까지 ITP는 외부 석사 및 자격증 과정뿐 아니라 다양한 기숙형 석사 및 박사 과정을 제공하는 기관으로 성장했다. 또한 자아초월상담센터(Transpersonal Counseling Center)의 활동을 감독하고 영적 창발 네트워크(Spiritual Emergeance Network)를 주관했다.
1992년에는 WASC(미국서부교육협의회)로부터 학위 수여기관 후보 자격을 부여받았다. 같은 해에 William G. Braud와 Rosemarie Anderson이 핵심 교수진으로 합류했다. Braud는 나중에 연구소의 연구 책임자로 재직했으며 연구소의 William James Center for Consciousness Studies의 공동 책임자로 역임하기도 했다.
1997년에는 WASC로부터 정식 학위수여기관 인증을 받았다. 1998년 Braud와 Anderson은 사회과학을 위한 자아초월적 연구 방법론: 인간 경험을 존중하는을 출간하기도 했다.
2002년에는 가을 학기에 등록한 학생이 410명인 것으로 보고되었는데, 여기에는 기관의 온라인 프로그램에 등록한 학생도 포함되었다. 이때 연구소는 심리학 및 상담 프로그램을 제공했으며 전통적 및 비전통적 심리학 및 영적 교육 모델에 중점을 두며,  영적 지도 자격증 등 다른 자격증 프로그램도 점차적으로 확립해 나갔다. WASC 인증은 2007년에 다시금 갱신되었고, 2011년에는 Neal King 이 연구소장으로 임명되었다.
ITP와 연결된 다른 저명 학자들로는 생태 심리학 연구를 수행한 Kari Hennigan과 임상 심리학 교수였던 Fred Luskin 등이 있다.

### 소피아 대학교(2012년~현재)
ITP는 2012년 교명을 공식적으로 소피아 대학교 로 변경하였고, 학부 및 대학원 프로그램을 모두 제공하는 연구소에서 종합대학교로 발돋움하였다. 학업 프로그램은 세 가지 주요 방향에 따라 구성되었다.
- 자아초월학 대학원
- 임상 및 영성 심리학 대학원
- 학부대학

이때까지 소피아 대학은 주류 언론에서 주로 영적 심리학 개념과 연관되어 언급되었다.
2013년에 이 학교에는 정규 학생 526명이 있었다. Liz Li는 2014년에 총장으로 임명되었으며 이 기관의 첫 여성 총장이 되었다. 그녀의 후임자는 배리 라이언이었다.
2015년부터 이 대학은 WASC(미국서부교육협의회) 고등대학 및 대학 위원회 로부터 7년 더 재인증을 받았다. Peter Bemski는 2018년 1월에 회장이 되었다.

## 학업
이 대학은 현재 자아초월심리학 연구소, 응용 및 전문 프로그램 연구소, 글로벌 칼리지의 3개 학교로 구성되어 있다.
학교의 규모가 커짐에 따라 다음과 같은 과정이 학제에 편입되었다.
- 인공지능, 인간-컴퓨터 상호작용, 빅데이터, 소프트웨어 설계를 포함한 컴퓨터 과학.
- 비즈니스 리더십 및 관리, 그리고 비즈니스의 기능적 영역에 자아초월적 원칙을 적용하는 MBA, MATP, 박사 프로그램.[11]

## 소피아 대학교 한국
소피아 대학교는 2024년 2월 한국에서 최초로 한국계 켈리 이 교수의 온라인 세미나를 개최한 이래, 3월의 소규모 오프라인 워크샵을 거쳐 6월 100명 단위의 영성 및 심리학 컨퍼런스인 <모심>을 개최하며 한국에 진출하기 시작했다.
2024년 7월 한국어 자아초월심리학 온라인 석사과정을 개설, 11명의 신입생을 유치했다.